# Confrontation (videogioco)
Confrontation è un videogioco di ruolo tattico sviluppato dalla Cyanide e basato sul wargame della Rackham Confrontation.
Il videogioco è ambientato nell'immaginario universo di Aarklash, un continente lacerato da una guerra infinita. Il giocatore controlla un gruppo di soldati Akkylannian nel loro tentativo di cercare e distruggere la fonte dell'ultima minaccia posta dagli alchimisti di Dirz. Il loro viaggio li porterà attraverso numerosi ambienti dove dovranno confrontarsi con altre razze che popolano il continente.